# 崔宣度
崔宣度（512年—553年），博陵郡安平县（今河北省衡水市安平县）人，出自博陵崔氏的博陵第二房，北魏、东魏、北齐官员。

## 生平
崔宣度以太尉行参军为起家官，转任秘书郎中，加伏波将军，升任南阳王开府掾、殿中郎中，又转任司空从事中郎、太中大夫、太尉谘议参军，又转任司徒谘议参军，外任襄垣郡太守。天保四年（553年），崔宣度随齐文宣帝高洋北征柔然，在军中战死，时年虚岁四十二。隋朝开皇三年岁次癸卯十月丙寅朔十九日甲申（583年11月9日）葬于家族旧墓东北。

## 家族

### 祖父
- 崔挺，光州刺史[1]

### 父亲
- 崔芬，仆射、大昌侯[1]

### 兄弟姐妹
- 崔勉，北魏散骑常侍、征东将军、金紫光禄大夫、定州大中正
- 崔猷，隋朝大将军、汲郡明公
- 崔宣轨，北魏尚书考功郎中
- 崔宣质
- 崔宣靖，北魏大司马广陵王元欣记事参军事
- 崔宣略
- 崔宣默，北魏开府广平王元赞东阁祭酒
- 崔芷蘩，嫁北齐侍中、太子詹事李希仁
- 崔氏，魏孝明帝世妇

### 夫人
- 卢思容，出自范阳卢氏北祖第四房，济州刺史卢尚之孙女，通直散骑侍郎卢文符之女，生二子五女[1]

### 子女
- 崔公业，济州录事参军，夫人赵郡李善才之女，两子一女李轮王、李元植、李舍利[1]
- 崔龙子，过继崔宣度大哥崔勉，北齐司徒功曹、太子率更令、司州司马[1]
- 崔净净，长女，嫁陇西李元相[1]
- 崔曜曜，次女，嫁陇西李仲举[1]
- 崔姎姎，三女，嫁范阳卢长命[1]
- 崔净鬘，四女，先嫁陇西李公玮[1]，后改嫁开府参军事李公恕[2]
- 崔男至，五女，嫁河东裴世元[1]